# Tiirosaari (ö i Kajanaland, Kehys-Kainuu, lat 65,01, long 28,82)
Tiirosaari är en ö i Finland. Den ligger i sjön Pirttijärvi och i kommunen Suomussalmi i den ekonomiska regionen  Kehys-Kainuu  och landskapet Kajanaland, i den centrala delen av landet, 600 km norr om huvudstaden Helsingfors. Öns area är 2,6 hektar och dess största längd är 360 meter i nord-sydlig riktning.